# Vanessa Hié
Vanessa Hié est une illustratrice de livres pour enfants française, née le 21 juin 1974.

## Biographie
Vanessa Hié fait des études d'arts appliqués et étudie le dessin à l’école Olivier de Serres d'où elle sort diplômée en 1994. Elle utilise plusieurs techniques : peinture acrylique, papier maché. Elle réalise également des sculptures et des bijoux. Elle a une prédilection pour les représentations d'animaux. Elle dessine également pour la publicité ou l'édition musicale,,.

## Ouvrages
Elle a réalisé de nombreux ouvrages,,.

### Illustratrice
- Sous le chapiteau des mots, Jean-Marie Henry et Alain Serres, Rue du monde, 2016
- La perruche et la sirène, de Véronique Massenot, L’Élan Vert/Canopé, 2015
- Les trois petits cochons moustachus, de Aimée de La Salle, Didier Jeunesse, 2015
- L’Opéra volant, de Carl Norac, Rue du monde, 2014
- Peur sur la ferme, de Sophie Dieuaide, Casterman, 2014
- Les Trois Musiciens, de Véronique Massenot, Élan vert, 2012
- La chasse au ça, texte Christine Beigel, 2014
- Rien n'est plus beau, texte Armelle Barnier, 2014
- Mon secret rit tout le temps, texte Séverine Vidal, 2013
- Les trois musiciens, Véronique Massenot, 2012
- Comment la mer devint salée, texte Minh Tran Huy, 2011
- Cent comptines farfelues pour rire et grandir, texte Sophie Carquin, 2010
- La Guerre des boutons, de Louis Pergaud, Gründ, 2011
- Les Histoires du lièvre et de la tortue racontée dans le monde de Gilles Bizouerne, Fabienne Morel, Syros, 2011
- Fables de La Fontaine de Jean de La Fontaine, Élan vert, 2010
- La Couleur de la nuit de Paul Gauguin de Hélène Kérillis, Élan vert, 2010
- La Fabuleuse Cuisine de la route des épices de Alain Serres, Rue du Monde, 2009
- L’oiseau-lire de Joel Franz Rosell, Belin jeunesse, 2009
- Le Bonhomme de nuit de Catherine Moreau, Élan vert, 2009
- Patouffèt’ de Praline Gay-Para, Marta Soler Gorchs, Didier Jeunesse, 2009
- La Charmeuse de serpents de Hélène Kérillis, Élan vert, 2008
- Minou Jackson. Chat de père en fils de Sophie Dieuaide, Casterman, 2008
- La Grande Montagne des contes chinois, Fabienne Thiéry, Catherine Gendrin, Rue du Monde, 2008
- Diabou Ndao , Mamadou Diallo, Syros, 2008, réédité en 2015
- Devinettes et caramboles de Trân Dang Khoa, Rue du Monde, 2008
- L’Arbre à Kadabras de Marie-Sabine Roger, Casterman, 2007
- Mon doudou me dit… de Philippe Lechermeier, Gautier-Languereau, 2007
- Le Chevalier Bill Boquet sauve Melba de Didier Lévy, Nathan, 2006
- Rien n’est plus beau... de Armelle Barnier, Actes Sud junior, 2006
- Les Bateaux de papier de Anne Kalicky, Gautier-Languereau, 2005
- Histoires de bêtes de Colette, Actes Sud junior, Juin 2004
- Le partage des pains de Virginie Aladjidi, Caroline Pellissier, Nathan, 2004
- La naissance de Jésus de Virginie Aladjidi, Caroline Pellissier, Nathan, 2004
- La Famille Fouillis de Brigitte Luciani, NordSud, 2004
- Capitaine Brochet de Jean-Marie Defossez, Casterman, 2003
- Nous, pas propres ? de Didier Lévy, Tourbillon, 2003
- Du courrier pour le chat de Elsie Johansson, Casterman, 2003
- Petit Lièvre et l’étranger de Jacqueline Guillemin, Nathan, 2003
- L’Adoptée de Joël Jouanneau, Actes Sud Papiers, Heyoka jeunesse, 2003
- Nulle ! de Hubert Ben Kemoun, Casterman, Février 2002
- Œdipe schlac ! Schlac ! de Sophie Dieuaide, Casterman, 2002
- Bill Boquet au château de l’araignée de Didier Lévy, Nathan, 2002
- Ma vie, par Minou Jackson, chat de salon de Sophie Dieuaide, Casterman - 2001
- Votez Dora de Sophie Marvaud, Hachette Jeunesse, 2001
- Mon carnet secret, le Père Noël, texte Didier Lévy, ill. Benjamin Chaud, Aurélie Guilleret, Vanessa Hié, et al., Nathan, 2001
- Un jour un Jules m’aimera de Yaël Hassan, Casterman, 2001
- Dans la poche de Hubert Ben Kemoun, Casterman, 2001
- Thomas-la-honte de Thierry Lenain, Nathan, 2001
- Le Cirque de Adèle Ciboul, Nathan, 2001
- L’Invité clandestin de Philippe Saussède, Nathan, 2000
- La Citrouille olympique de Hubert Ben Kemoun, Nathan, 2000
- Camille la louve de Jean-François Chabas, Hachette Jeunesse, 2000
- Peur sur la ferme de Sophie Dieuaide, Casterman, 1999

### Auteure et illustratrice
- Tempête sur l'île des amis, 2018